# Андреев, Пётр Николаевич
Пётр Николаевич Андреев (1819—1893/1894) — русский инженер путей сообщения; заслуженный профессор; тайный советник.

## Биография
Родился 30 ноября (12 декабря) 1819 года в семье дворянина Екатеринославской губернии.
С 1833 по 1837 годы учился в институте Корпуса инженеров путей сообщения; по экзамену произведён в прапорщики, а в 1839 году поручиком назначен на действительную службу в III округ путей сообщений — «в управление изысканиями для устройства шоссе от города Тулы до города Орла».
В 1842 году он был назначен репетитором в Институте Корпуса инженеров путей сообщения. Одновременно, он стал читать курс строительного искусства в Лесном и межевом институте — до 1847 года, когда был назначен профессором геодезии в Институте Корпуса инженеров путей сообщения. В 1849 году он преподавал курс военных сооружений, а затем вновь геодезию. В дополнение к основным занятиям, с 1853 по 1877 был главным библиотекарем Института. Редактор «Инженерных записок». Выступил одним из учредителей Собрания инженеров путей сообщения.
В 1857 году он издал учебник «Низшая геодезия: Руководство к правильному производству съемок и нивелирования» (СПб.: тип. Э. Веймара, 1857. — 329 с., 16 л. черт.), а с началом активной подготовки к строительству сети железных дорог в Российской империи он издал пособия: «Таблицы объёмов земляных работ для устройства дорог» (1858) и «Закругления линий путей сообщения. Разбивка. Решение разных случаев. Таблицы» (СПб.: Я. А. Исаков, 1873. — 89 с.); в 1870 году он издал перевод сочинения Ренкина «Руководство для инженеров строителей».
В 1870 году П. Н. Андреев был назначен помощником редактора «Журнала Министерства путей сообщения»; с 1872 года — его редактор (в этом же году, 28 апреля, он был произведён в действительные статские советники).
Деятельность П. Н. Андреева была отмечена орденами Св. Станислава 2-й степени с императорской короной (1862), Св. Анны 2-й степени с императорской короной (1867), Св. Владимира 3-й степени (1874). В 1875 году он был утверждён заслуженным профессором.
В 1884 году им был написан биографический очерк о бывшем директоре Института Корпуса инженеров путей сообщения В. П. Соболевском. В ноябре 1886 года ему было поручено издание биографического сборника: Вып.1 (1889), Вып. 2 (1893). Также написал «Очерк состояния Института инженеров путей сообщения в царствование Императора Александра I».
В 1887 году, в связи с празднованием пятидесятилетия службы Андреева в офицерских чинах, была учреждена специальная премия имени П. Н. Андреева — за лучшее сочинение по инженерному делу.
В декабре 1888 года П. Н. Андреев вышел в отставку с чином тайного советника и кавалером ордена Св. Анны 1-й степени.
Умер 28 декабря 1893 (9 января 1894) года и был похоронен в Санкт-Петербурге, на кладбище Новодевичьего монастыря, рядом с женой и сыном (могила не сохранилась).

## Семья
С 15 сентября 1848 года был женат на дочери надворного советника Софье Андреевне Герасимовой  ЦГИА СПб. Ф. 19. Оп. 127. Д. 247.. У них сын Евгений (31.08.1852—27.10.1883).